# Kanton Baie-Mahault-1
Kanton Baie-Mahault-1 (francouzsky Canton de Baie-Mahault-1) je francouzský kanton v departementu Guadeloupe v regionu Guadeloupe. Byl ustaven v roce 2015 a tvoří ho část obce Baie-Mahault.